# Dapoxetina
La dapoxetina (in fase sperimentale nota con la sigla LY 210448) è un inibitore selettivo della ricaptazione della serotonina (SSRI) entro lo spazio sinaptico cerebrale, che ha dimostrato attività nel ritardare l'orgasmo nel paziente affetto da eiaculazione precoce. È l'unico farmaco ufficialmente approvato dall'EMA per il trattamento di questo disturbo.
Negli studi scientifici l'eiaculazione precoce è stata definita come tempo di latenza eiaculatoria intravaginale inferiore ai due minuti ovvero come una eiaculazione ricorrente al minimo stimolo sessuale, prima, durante o appena dopo la penetrazione e comunque precocemente rispetto al desiderio del paziente.
Rispetto agli altri SSRI, ha una durata d'azione più breve, un'eliminazione più veloce e pertanto gli effetti collaterali sono più scarsi. Può essere assunta (in età compresa tra i 18 e i 64 anni) 1-3 ore prima del rapporto sessuale e non sono state segnalate interferenze con gli inibitori della 5-fosfodiesterasi (sildenafil, tadalafil, vardenafil). È stata messa in commercio dal luglio 2009.

## Storia
La dapoxetina fu originariamente sintetizzata da ricercatori della società farmaceutica Eli Lilly. Originariamente conosciuta con la sigla LY 210448, venne sviluppata da Lilly come antidepressivo. Il brevetto della molecola è stato venduto nel 2003 alla società farmaceutica Johnson & Johnson per 65 milioni di dollari americani e future royalties. Nel 2004 la dapoxetina fu sottoposta alla Food and Drug Administration (FDA) degli USA come dapoxetina cloridrato per ottenerne l'approvazione nella indicazione per il trattamento della eiaculazione precoce. La FDA ha ritenuto che dapoxetina non fosse immediatamente "omologabile" e ha richiesto ulteriori studi clinici che sono stati completati nel 2006. Il farmaco si trova ancora in fase sperimentale III e l'approvazione è in fase di revisione da parte della FDA.
Dal 2009 dapoxetina è stata approvata per il commercio nell'Unione europea e ha incominciato a essere utilizzata in alcuni grandi paesi tra cui l'Italia, la Germania, la Francia, la Spagna e altri. A gennaio 2012 l'European Medicines Agency (EMEA) ha ribadito la propria opinione favorevole alla commercializzazione di dapoxetina, sia nella formulazione da 30 mg sia da 60 mg, ritenendo che il potenziale aumento di rischio di sincope possa essere facilmente gestito con alcune semplici misure precauzionali. Nel 2024, passati 20 anni dall'entrata in vigore del brevetto, è scaduto il brevetto sulla Dapoxetina, permettendo la vendita in unione europea di farmaci equivalenti.
La dapoxetina è il risultato di un lungo processo registrativo di un farmaco, che come altri della stessa classe farmacologica (antidepressivi), ha attività sulla capacità di controllare l'eiaculazione precoce, infatti è molto ampia la letteratura scientifica che riguarda l'uso dei farmaci antidepressivi in questa problematica maschile, cosa che può essere inquadrata con fenomeni di mercificazione della malattia.

## Farmacodinamica
Il meccanismo d'azione della dapoxetina nell'eiaculazione precoce è probabilmente correlato all'inibizione a livello neuronale della ricaptazione della serotonina. Gli inibitori del reuptake della serotonina sono noti per determinare un ritardo nella eiaculazione, ma richiedono diversi giorni di assunzione prima che tale effetto venga raggiunto, e inoltre la loro sospensione spesso causa una crisi di tipo astinenziale.

L'eiaculazione umana è principalmente mediata dal sistema nervoso simpatico.
Il farmaco inibisce il riflesso eiaculatorio dell'espulsione agendo a livello di alcuni nuclei cerebrali con l'effetto finale di un incremento della latenza e di una diminuzione della durata di scarica del riflesso dei motoneuroni del nervo pudendo.

## Farmacocinetica
Dopo somministrazione orale la dapoxetina è assorbita rapidamente dal tratto gastrointestinale e le concentrazioni plasmatiche massime (Cmax) si raggiungono in circa 1 ora dalla assunzione della compressa. La biodisponibilità assoluta si aggira intorno al 40%. Più del 99% del farmaco si lega alle proteine plasmatiche umane. L'emivita del farmaco è di circa 2 ore. Dapoxetina è metabolizzata a livello epatico e renale, principalmente grazie agli isoenzimi CYP2D6, CYP3A4 e flavina monoossigenasi 1 (FMO1).
Il principale metabolita ottenuto per via ossidativa è la dapoxetina-N-ossido, farmacologicamente inattivo. Desmetildapoxetina e didemetildapoxetina, meno del 3% del totale, sono invece i metaboliti attivi.

Il profilo farmacocinetico della dapoxetina nei soggetti con insufficienza renale o epatica lieve è sostanzialmente invariato.
Gli studi di farmacologia clinica non hanno indicato significative differenze di farmacocinetica fra la popolazione caucasica, nera, ispanica e asiatica. Uno studio clinico che confrontava la farmacocinetica di dapoxetina nei pazienti giapponesi e caucasici, ha mostrato come nei pazienti giapponesi i livelli plasmatici della dapoxetina sono dal 10% al 20% più elevati, probabilmente a causa del peso corporeo inferiore. Tale reperto non ha alcun effetto clinicamente significativo. Il farmaco non interferisce con la farmacocinetica degli inibitori della 5-fosfodiesterasi, come ad esempio tadalafil e sildenafil, comunemente utilizzati nel trattamento della disfunzione erettile.

## Studi clinici
Diversi studi hanno tenuto conto dell'impatto che l'eiaculazione precoce ha sulla qualità di vita della coppia e sulla sfera affettiva in toto. Una metanalisi di 5 studi randomizzati, in doppio cieco, multicentrici, placebo-controllati, condotti in più di 25 paesi, ha raccolto i dati riguardanti 6.081 pazienti maschi,. I pazienti furono trattati con i 30 e i 60 mg, al bisogno, per 12 settimane in tre studi e 24 settimane in uno studio; solo in un trial sono stati utilizzati i 60 mg per una durata di 9 settimane. I risultati: il 57% dei pazienti riferiva una soddisfazione sessuale molto scarsa al momento della randomizzazione, che veniva a ridursi significativamente sino al 15%, dopo assunzione di dapoxetina nei tempi e nei modi previsti dal protocollo di studio.
Uno studio multicentrico, osservazionale, ha coinvolto 1.587 uomini e le loro partner per la durata di 4 settimane, portando l'attenzione sulla difficoltà psicologica e comunicativa nelle coppie che presentavano il problema.

## Usi clinici
Dapoxetina è indicata negli uomini tra i 18 e i 64 anni di età per il trattamento dell'eiaculazione precoce.
Deve essere prescritto solo in presenza dei seguenti criteri, che debbono essere considerati nel loro insieme:
- Eiaculazione persistente o ricorrente, presente alla minima stimolazione sessuale
- Tempo di latenza eiaculatoria intravaginale inferiore ai due minuti
- Notevole disagio psicologico derivato dallo scarso controllo fisico o da difficoltà interpersonali con il/la partner
- Anamnesi positiva per eiaculazione precoce almeno nei sei mesi precedenti la prescrizione

## Effetti collaterali e indesiderati
La sincope, con tendenza a manifestarsi dopo la prima dose oppure entro le prime 3 ore dall'assunzione del farmaco, è stato l'effetto avverso che unitamente all'ipotensione ortostatica è stato segnalato come comune, e ha determinato l'interruzione della terapia da parte del paziente. In corso di trattamento si possono inoltre osservare capogiro e vertigini, cefalea, nausea, insonnia o sonnolenza, ansia, irritabilità, tremore, visione offuscata, vampate di calore, secchezza delle fauci, dispepsia, vomito, dolore addominale epigastrico, diarrea, sudorazione.

## Controindicazioni
Il farmaco non deve essere assunto dai soggetti con accertata ipersensibilità al principio attivo. Altre controindicazioni sono rappresentate dalla insufficienza cardiaca (classe II-IV NYHA), dai disturbi della conduzione (blocco AV di secondo o terzo grado), da una cardiopatia ischemica o valvolare di rilievo. Non indicato anche in caso di insufficienza epatica di grado moderato o grave, trattamento concomitante con Inibitori delle monoamino ossidasi (IMAO), trattamento concomitante con farmaci inibitori del CYP3A4, ad esempio ketoconazolo, itraconazolo, ritonavir, saquinavir, telitromicina e altri.

## Dosi terapeutiche
La dose iniziale consigliata è di 30 mg, da assumere al bisogno, da 1 a 3 ore prima dell'attività sessuale, durante o lontano dai pasti. Si raccomanda di non oltrepassare una frequenza di dosaggio massima di una volta ogni 24 ore.

Se l'effetto determinato dalla dose iniziale non ha dato i risultati attesi e il paziente non ha manifestato effetti collaterali (e in particolare non ha sviluppato ipotensione ortostatica o sincope), è possibile aumentare la dose fino a un massimo di 60 mg.